# Katia i Marielle Labèque
Siostry Katia (ur. 3 marca 1950 w Bayonne) i Marielle (ur. 6 marca 1952 w Bayonne) Labèque – francuskie pianistki, duet fortepianowy.

## Życiorys
Gry na fortepianie uczyły się początkowo u swojej matki, Ady Cecchi, która była uczennicą Marguerite Long. Następnie razem studiowały w Konserwatorium Paryskim, gdzie ich nauczycielami byli Lucette Decaves, Jean Hubeau i Jean-Bernard Pommier. Studia ukończyły w 1968 roku z I nagrodą w grze na fortepianie. Debiutowały w 1961 roku w Bajonnie. W 1970 roku nagrały swoją pierwszą płytę z wykonaniem Les Visions de l’Amen Oliviera Messiaena, później dokonały licznych nagrań dla wytwórni Philips Records i Sony. Występowały z koncertami w Europie, Ameryce Północnej oraz w krajach Azji, grały z czołowymi światowymi orkiestrami.
W ich repertuarze znajdują się zarówno utwory z repertuaru klasycznego (J.S. Bach, Brahms), jak i współczesne (Boulez, Berio, Messiaen), a także popularne (Joplin, Gershwin). Wykonywały koncerty na 2 fortepiany W.A. Mozarta, Mendelssohna, Brucha i Poulenka, a także pisane specjalnie dla nich dzieła twórców współczesnych: Beria, Bouleza i Ligetiego.